# Purpurroter Zünsler

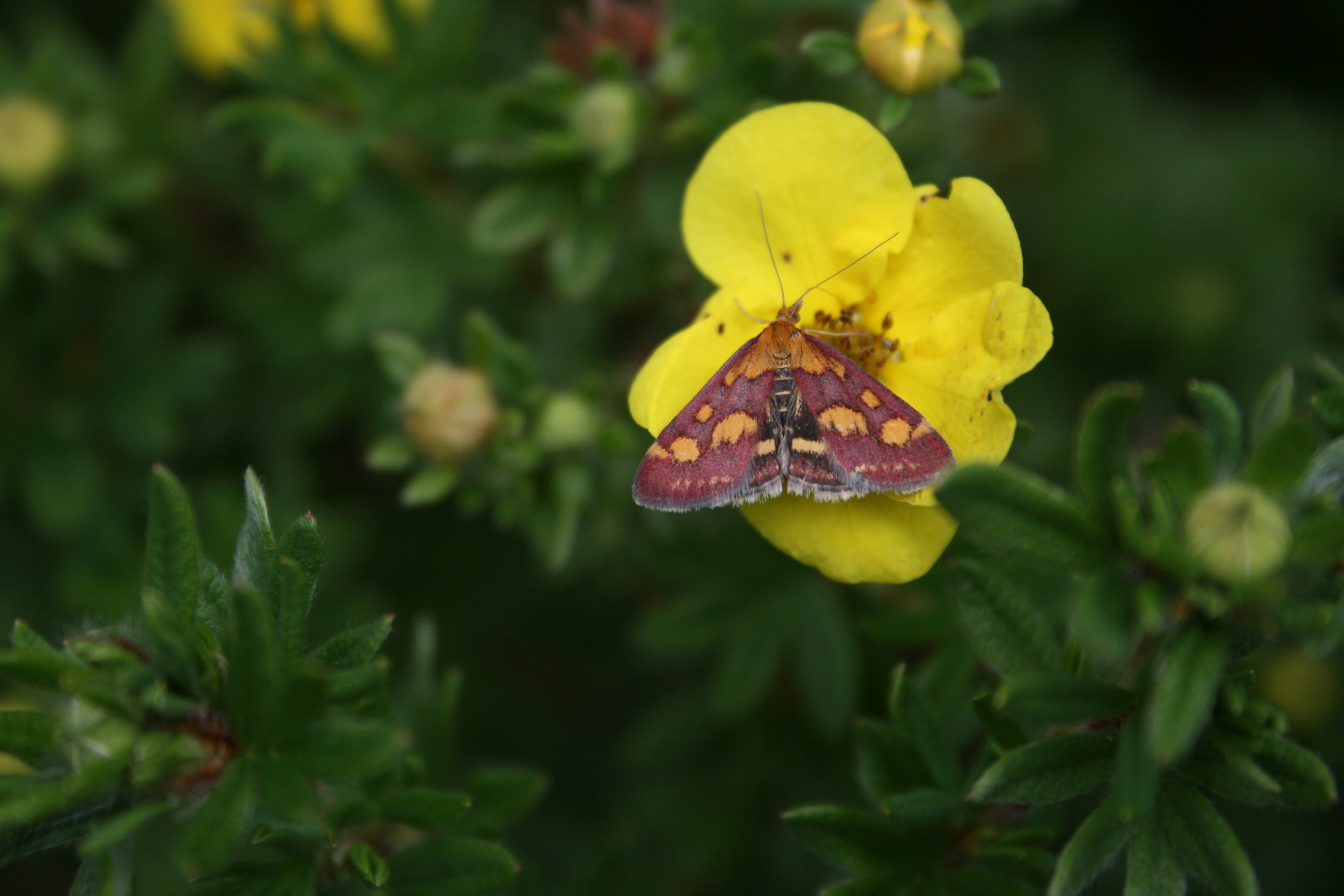
Der Purpurrote Zünsler auf einem Fünffingerstrauch

Der Purpurrote Zünsler (Pyrausta purpuralis) ist ein Schmetterling aus der Familie der Crambidae. 

## Merkmale
Der Purpurrote Zünsler erreicht eine Flügelspannweite von etwa 20 Millimetern. Die Vorderflügel sind mit purpurfarbenen Schuppen bedeckt und weisen mehrere goldgelbe Flecke auf. Die Hinterflügel besitzen eine schwärzliche Grundfärbung und tragen eine hellgelbe Binde. Je nach Alter des Falters kann die Färbung unterschiedlich stark ausgeprägt sein. Bei stark abgeflogenen Exemplaren sind die namensgebenden purpurroten Schuppen fast nicht mehr vorhanden. Die zweite Generation ist größer und trägt meist eine breitere gelbe Zeichnung.

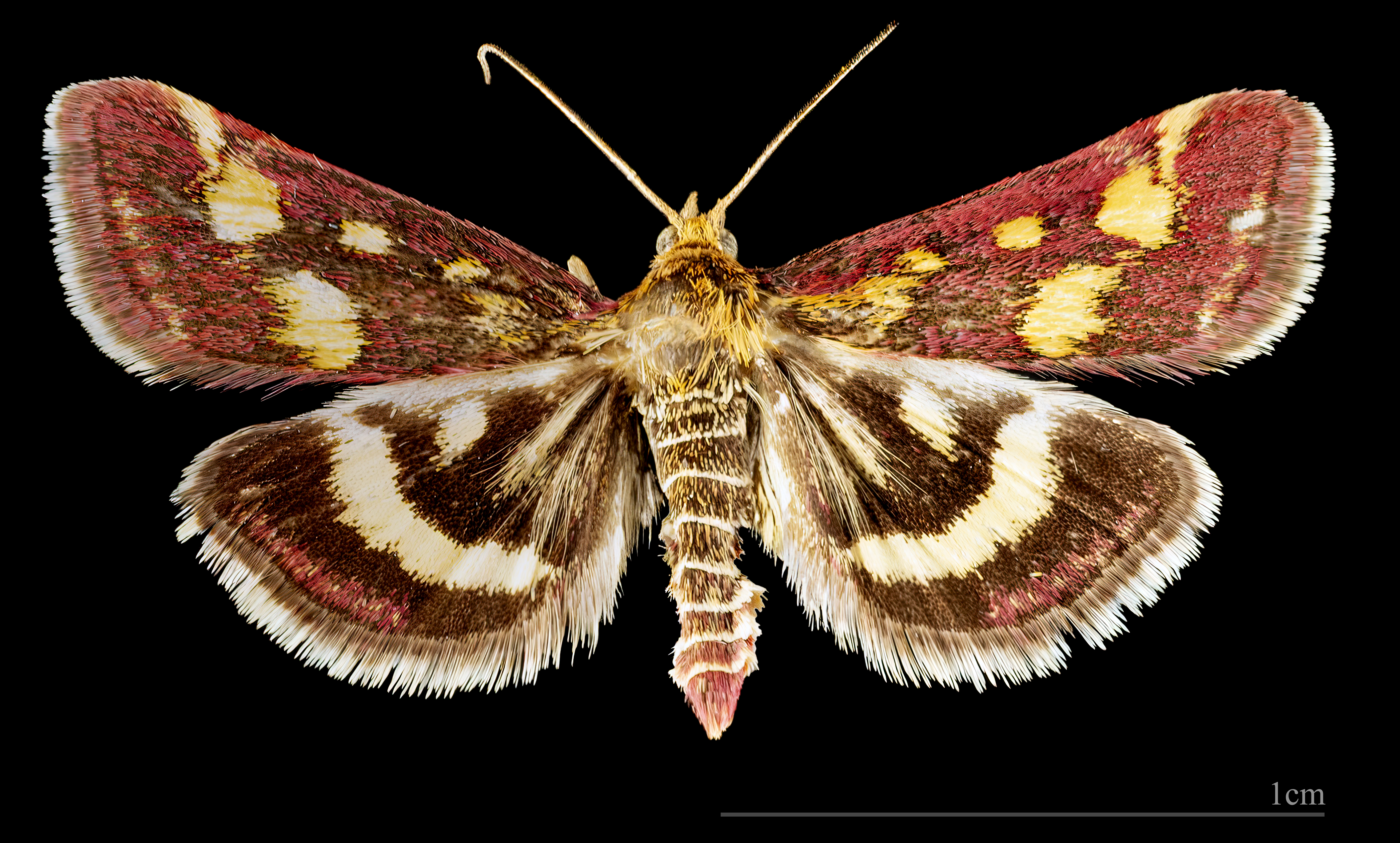
Pyrausta purpuralis ♂
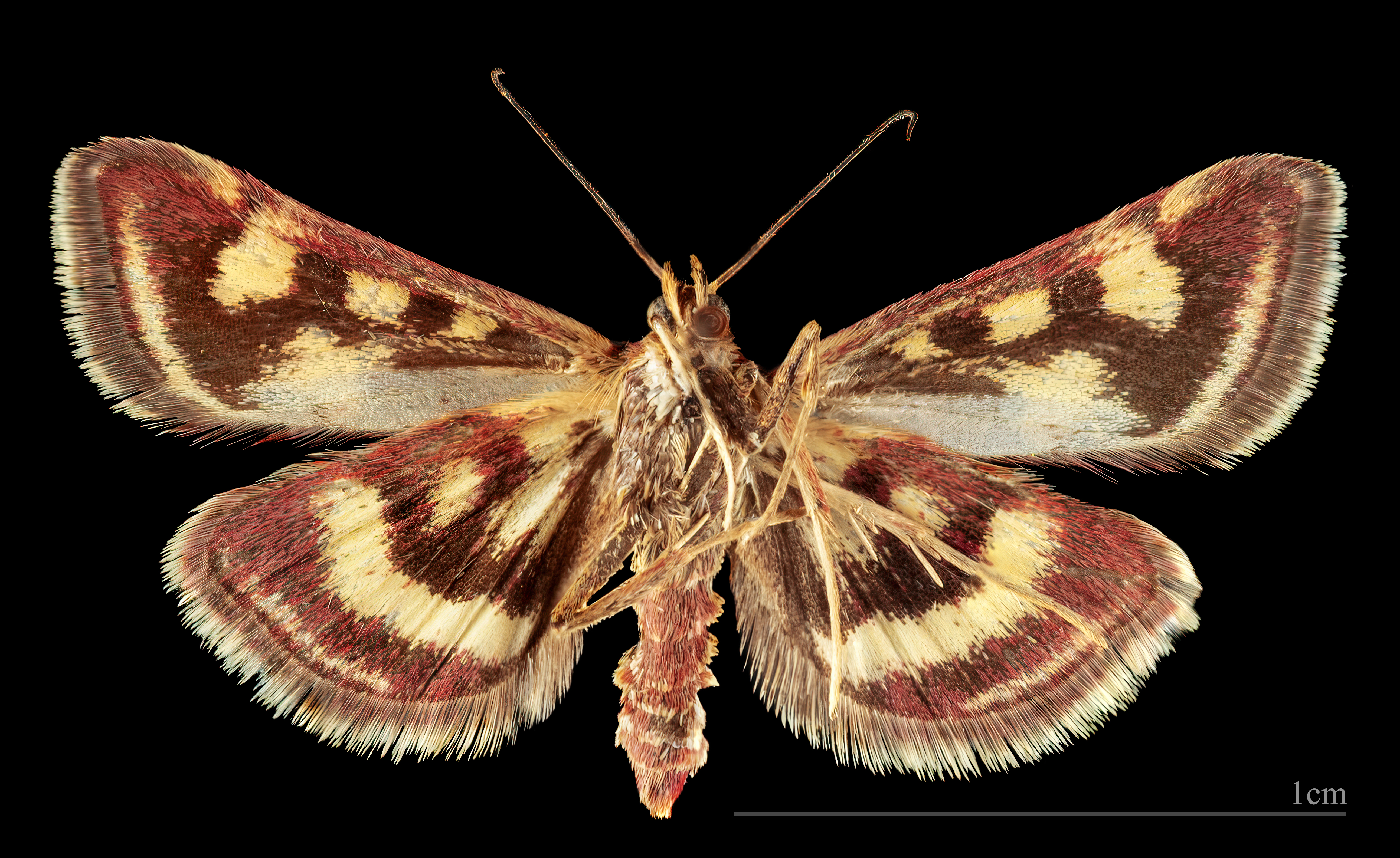
Pyrausta purpuralis ♂ △

Die Raupen sind grün gefärbt und besitzen gelbliche Längslinien und einen braunen Kopf.

## Lebensraum
Zum Lebensraum gehören trockene bis feuchte Stellen in offenen Landschaften, zum Beispiel Wiesen und grasige Stellen.

## Lebensweise
Zu den Nahrungspflanzen der Raupen zählen u. a. Ackerminze (Mentha arvensis), Wasserminze (Mentha aquatica) und Dost (Origanum). Sie fressen in Bodennähe in zusammengesponnenen Blättern der Futterpflanzen.
Die Falter fliegen sowohl bei sonnigem Wetter als auch in der Dunkelheit.

### Flug- und Raupenzeiten
Pyrausta purpuralis fliegt in zwei Generationen von April bis Juni und von Juni bis Mitte Oktober. Die Flugzeiten können sich in Abhängigkeit von den klimatischen Bedingungen verschieben. Die Raupen können von Mai bis Juni und im August bzw. im April des folgenden Jahres beobachtet werden. Die Art überwintert als Raupe.

## Verbreitung
Pyrausta purpuralis ist in Europa weit verbreitet. Die Art ist auch auf den Britischen Inseln vertreten.

## Taxonomie
In der Literatur gibt es folgende Synonyme:
- Pyrausta purpuraria Latreille, 1802[4]
- Pyrausta melanalis Caradja, 1916[4]